# Lacrimosa (együttes)
A Lacrimosa gótikus metalt játszó német zenei társulat. Pályafutásuk elején még színtiszta gótikus metalt játszottak, de az évek során a zenéjük áthajlott a szimfonikus metal műfajba is, miközben az eredeti hangzás megmaradt. Később áttették a székhelyüket Svájcba.
Két tag alkotja: Tilo Wolff és Anne Nurmi. 1990-ben alakultak meg. Tilo Wolff német származású, míg Anne Nurmi Finnországból származik. Dalaik nagy többsége német nyelven íródik, de néha előfordulnak angol nyelvű szövegek is. Számaik témái: szenvedés, sötétség, szerelem, magány, szomorúság.
Zenéjükben olyan hangszerek hallhatók, mint a hegedű, a trombita, valamint egyéb klasszikus hangszerek. Pályafutásuk alatt 13 nagylemezt, három koncertalbumot, két válogatáslemezt, egy demót, két VHS-t, négy DVD-t és hat középlemezt dobtak piacra.

## Diszkográfia
- Angst (1991)
- Einsamkeit (1992)
- Satura (1993)
- Inferno (1995)
- Stille (1997)
- Elodia (1999)
- Fassade (2001)
- Echos (2003)
- Lichtgestalt (2005)
- Sehnsucht (2009)
- Revolution (2012)
- Hoffnung (2015)
- Testimonium (2017)
- Leidenschaft (2021)
- Leidenschaft, Pt.2 (2022)